# Stenocactus pentacanthus
Stenocactus pentacanthus là một loài thực vật có hoa trong họ Cactaceae. Loài này được (Lem.) A. Berger ex A.W. Hill miêu tả khoa học đầu tiên năm 1933.